# Brania brevipharyngea
Brania brevipharyngea är en ringmaskart som beskrevs av Banse 1972. Brania brevipharyngea ingår i släktet Brania och familjen Syllidae. Inga underarter finns listade i Catalogue of Life.